# Нуклеарни магнетни момент
Нуклеарни магнетни момент је магнетни момент атомског језгра и комбинација је спинова протона и неутрона. Спрегнут је са припадајућим механичким (угаоним) моментом а експериментално се испољава кроз хиперфино цепање спектралних линија хиперфина структура. 
Нуклеарни магнетни момент мења се од изотопа до изотопа и једнак је нули само за језгра код којих је број и протона и неутрона паран. 